# 진노의 날

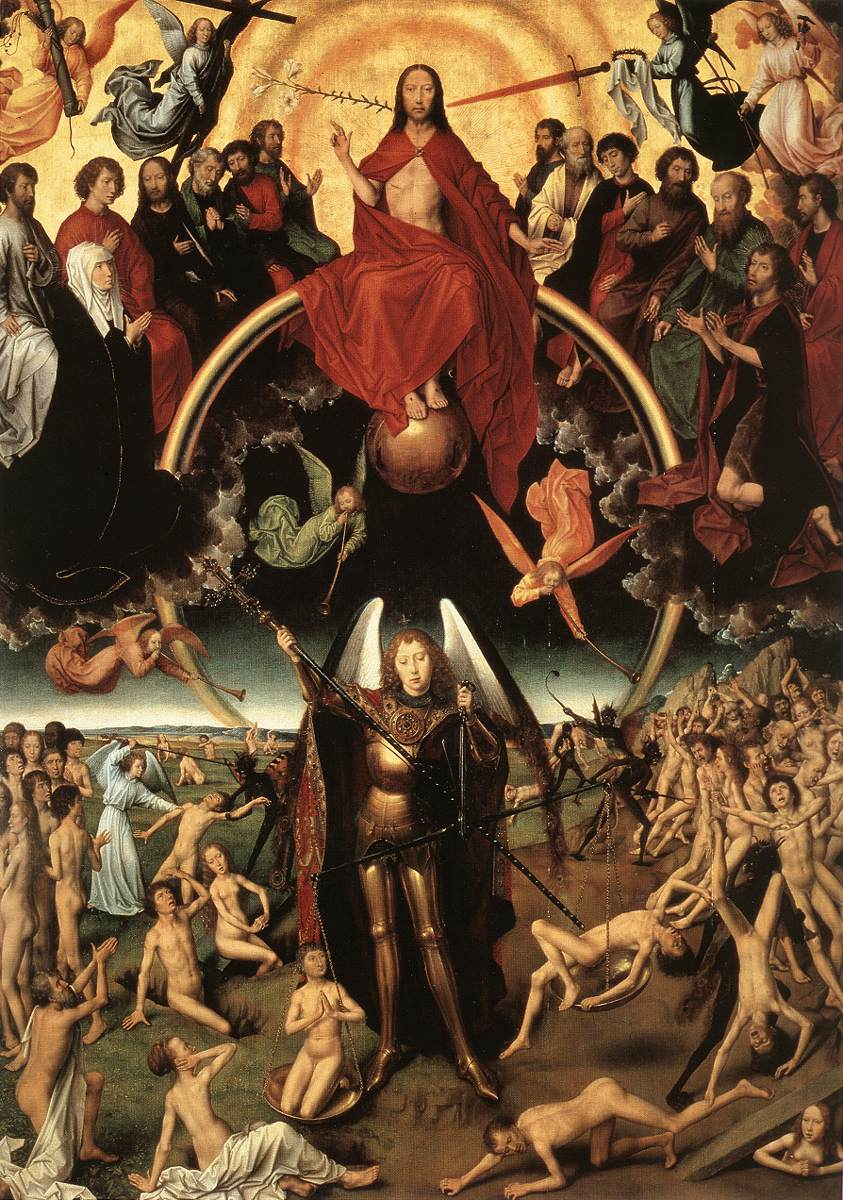
한스 메믈링의 심판의 날.

〈진노의 날〉(라틴어: "Dies Irae" 디에스 이레[*])은 프란치스코회 수도사 첼라노 사람 토마소 또는 산타 사비나 성당의 라티노 말라브란카 오르시니가 지었다고 하는 라틴어 찬송가다. 늦어도 13세기부터 불렸으며, 어쩌면 더 오래되었을 수도 있다.
가사는 강약격 운율의 중세 라틴어 시이며, 구원받을 자들은 천국으로 가고 구원받지 못할 자들은 영원한 불길 속으로 던져지는 심판의 날 마지막 나팔소리를 묘사하고 있다.
천주교회의 진혼미사(레퀴엠)에서 불리는 것으로 유명하고, 많은 작곡가들이 〈진노의 날〉 가사를 위한 음을 지었다. 그 중 특히 모차르트와 베르디의 것이 유명하다.